# Platycuma sandersi
Platycuma sandersi är en kräftdjursart som beskrevs av Jones 1973. Platycuma sandersi ingår i släktet Platycuma och familjen Nannastacidae. Inga underarter finns listade i Catalogue of Life.